# Bernhard Lampe
Bernhard Paul Lampe (* 25. Februar 1947 in Parchim; † 11. August 2017) war ein deutscher Ingenieurwissenschaftler und Professor für Regelungstechnik am Institut für Automatisierungstechnik der Universität Rostock.

## Leben
Bernhard Lampe wurde 1947 in Parchim als Sohn eines Arztes geboren. Er besuchte die Erweiterte Oberschule in Parchim, die er 1965 mit dem Abitur abschloss. Nach dem Studium der Mathematik an der Universität Rostock von 1965 bis 1970 zum Diplom-Mathematiker und als Forschungsstudent von 1969 bis 1972 promovierte er 1973 bei Lothar Berg zum Dr. rer. nat. mit einer Arbeit auf dem Gebiet der Analysis.
Von 1972 bis 1986 war er Assistent und Oberassistent an der Sektion Technische Elektronik der Rostocker Universität. 1984 folgte die Habilitation zum Dr. sc. techn. (Doctor scientiae technicarum) in Regelungstechnik. Von 1986 bis 1987 war er an das zum Kombinat Schiffbau Rostock gehörende Institut für Schiffbau zum Praxiseinsatz delegiert. Von 1987 bis 1991 war er als Dozent für Regelungstheorie an der Sektion Technische Elektronik tätig. Mit der Neugründung der Fakultät für Ingenieurwissenschaften der Universität Rostock (1989–1992) und Gründung des Instituts für Automatisierungstechnik hatte Bernhard Lampe von 1992 bis zu seiner Emeritierung 2012 den Lehrstuhl für Regelungstechnik inne und war zudem bis 1994 der Gründungsdirektor des Instituts. Daneben war er von 1992 bis 1994 Gastprofessor an der TU Hamburg-Harburg.
Nach seiner Emeritierung war er von 2013 bis 2017 weiterhin als Seniorprofessor an der Rostocker Universität tätig. Er war der erste Hochschullehrer der Universität Rostock, der diese Bezeichnung erhielt.
Seine Forschungsschwerpunkte waren die Theorie und Anwendung moderner Regelungsverfahren, insbesondere digitaler Regelungen; periodische Regelungssysteme; Mehrgrößenregelungen und Regelungssysteme mit Totzeit. Seine wissenschaftlichen Leistungen wurden unter anderem mit dem Titel Dr. h. c. der Meerestechnischen Universität (MTU) St. Petersburg gewürdigt.
Bernhard Lampe war verheiratet und Vater von vier Kindern. Er verstarb in seinem 71. Lebensjahr nach einer schweren Krankheit.

## Akademische Ämter
- 1989–1994 Direktor des Instituts für Automatisierungstechnik
- 1992–1998 Fachbereichssprecher Elektrotechnik
- 2000–2002 Mitglied des Senats
- 2004–2006 Mitglied des Senats
- 2007–2009 Prorektor für Forschung
- 2010–2012 Dekan der Fakultät für Informatik und Elektrotechnik

## Mitgliedschaften/Funktionen
- Deutscher Fakultätentag für Elektrotechnik und Informationstechnik (1994–2000)
- Verband der Elektrotechnik Elektronik Informationstechnik e. V. (VDE): Kommission für Ausbildung (2000–2002)
- VDI/VDE-Gesellschaft Mess- und Automatisierungstechnik (GMA): Stellv. Vorsitzender, Fachbereich 1 – Grundlagen und Methoden (2003–2013)
- International Federation of Automatic Control (IFAC): Mitglied im Marine Systems Technical Committee (2003–2017)
- Institute of Electrical and Electronics Engineers (IEEE)

## Publikationen (Auswahl)
- mit Efim N. Rosenwasser und Torsten Jeinsch: Computer-Controlled Systems with Delay. A Transfer Function Approach. Springer, Cham 2019, ISBN 978-3-030-15041-9.
- mit Efim N. Rosenwasser: Multivariable Computer-controlled Systems. A Transfer Function Approach (Communications and Control Engineering). Springer, London 2010, ISBN 978-1-849-96600-9, (Reprint, Erstausgabe 2006).
- mit Efim N. Rosenwasser: Computer Controlled Systems. Analysis and Design with Process-orientated Models. Springer, London 2000, ISBN 978-1-447-10521-3
auch doi:10.1007/978-1-4471-0521-3.
- mit Efim N. Rosenwasser: Digitale Regelung in kontinuierlicher Zeit. Analyse und Entwurf im Frequenzbereich. Teubner, Stuttgart 1997, ISBN 3-519-06199-6, (Reprint 2013).
- mit Günter Jorke, Norbert Wengel: Arithmetische Algorithmen der Mikrorechentechnik. Verl. Technik, Berlin 1989.
- mit Günter Jorke, Norbert Wengel: Algorithmen der Mikrorechentechnik. Maschinenprogrammierung und Interpretertechniken des U880. Verl. Technik, Berlin 1984.
- Aspekte der digitalen Regelung mit Mikrorechner. Dissertation B, Universität, Rostock 1984.
- Einschließungssätze für gewöhnliche Differentialgleichungen. Dissertation, Universität, Rostock 1973.

Liste der Veröffentlichungen
- Liste der Veröffentlichungen Institut für Automatisierungstechnik – Universität Rostock

## Ehrungen (postum)
Am 16. Juni 2022 fand im Anwendungszentrum Regelungstechnik der Universität Rostock die Schiffstaufe des neuen Experimental-Katamarans der Universität statt. In Anwesenheit des Rektors der Universität Wolfgang Schareck wurde dem Katamaran durch die Taufpatinnen Bianca und Ida Lampe – Tochter und Enkeltochter – in Erinnerung an den früheren Lehrstuhlinhaber der Regelungstheorie der Name „Bernhard Lampe“ verliehen.
„Der neue, hoch manövrierfähige Experimental-Katamaran „Bernhard Lampe“ ist Grundlage eines zukünftigen Multirobotersystems – einzigartig in Mecklenburg-Vorpommern. Ausgerüstet mit zwei Unterwasserfahrzeugen und einer Drohne kann er autonom, also ohne Steuermann an Bord, beispielsweise Messungen von Wassertemperatur und Salzgehalt der Ostsee vornehmen.“